# Bathyaethiops breuseghemi
Bathyaethiops breuseghemi är en fiskart som först beskrevs av Poll, 1945.  Bathyaethiops breuseghemi ingår i släktet Bathyaethiops och familjen Alestidae. IUCN kategoriserar arten globalt som livskraftig. Inga underarter finns listade.